# Х'юстон Рокетс
«Х'юстон Рокетс» (англ. Houston Rockets) — професійна баскетбольна команда, заснована у 1967 в місті Х'юстон у штаті Техас.  Команда є членом Південно-Західного дивізіону Західної конференції Національної баскетбольної асоціації. 
Домашнім полем для «Рокетс» — Тойота-центр.

## Статистика
В = Виграші, П = Програші, П% = Процент виграних матчів
| Сезон            | В    | П    | П%   | Плейоф                                                                                                  | Результати                                                                                      |
| ---------------- | ---- | ---- | ---- | --- | ----------------------------------------------------------------------------------------------- |
| Сан-Дієго Рокетс |      |      |      | |                                                                                                 |
| 1967-68          | 15   | 67   | .183 | |                                                                                                 |
| 1968-69          | 37   | 45   | .451 | Програли в Дивізіон Півфіналі                                                                           | Атланта 4, Сан-Дієго 2                                                                          |
| 1969-70          | 27   | 55   | .329 | |                                                                                                 |
| 1970-71          | 40   | 42   | .488 | |                                                                                                 |
| Г'юстон Рокетс   |      |      |      | |                                                                                                 |
| 1971-72          | 34   | 48   | .415 | |                                                                                                 |
| 1972-73          | 33   | 49   | .402 | |                                                                                                 |
| 1973-74          | 32   | 50   | .390 | |                                                                                                 |
| 1974-75          | 41   | 41   | .500 | Виграли в першому раунді Програли в півфіналі конференції                                               | Г'юстон 2, Нью-Йорк 1 Філадельфія 4, Г'юстон 1                                                  |
| 1975-76          | 40   | 42   | .488 | |                                                                                                 |
| 1976-77          | 49   | 33   | .598 | Виграли в півфіналі конференції Програли в фіналі конференції                                           | Г'юстон 4, Вашингтон 2 Філадельфія 4, Г'юстон 2                                                 |
| 1977-78          | 28   | 54   | .341 | |                                                                                                 |
| 1978-79          | 47   | 35   | .573 | Програли в першому раунді                                                                               | Атланта 2, Г'юстон 0                                                                            |
| 1979-80          | 41   | 41   | .500 | Виграли в першому раунді Програли в півфіналі конференції                                               | Г'юстон 2, Сан-Антоніо 1 Бостон 4, Г'юстон 0                                                    |
| 1980-81          | 40   | 42   | .488 | Виграли в першому раунді Виграли в півфіналі конференції Виграли в фіналі конференції Програли в фіналі | Г'юстон 2, Лос-Анджелес 1 Г'юстон 4, Сан-Антоніо 3 Г'юстон 4, Канзас-Сіті 1 Бостон 4, Г'юстон 2 |
| 1981-82          | 46   | 36   | .561 | Програли в першому раунді                                                                               | Сієтл 2, Г'юстон 1                                                                              |
| 1982-83          | 14   | 68   | .171 | |                                                                                                 |
| 1983-84          | 29   | 53   | .354 | |                                                                                                 |
| 1984-85          | 48   | 34   | .585 | Програли в першому раунді                                                                               | Юта 3, Г'юстон 2                                                                                |
| 1985-86          | 51   | 31   | .622 | Виграли в першому раунді Виграли в півфіналі конференції Виграли в фіналі конференції Програли в фіналі | Г'юстон 3, Кінґс 0 Г'юстон 4, Денвер Наггетс 2 Г'юстон 4, ЛА Лейкерс 1 Бостон 4, Г'юстон 2      |
| 1986-87          | 42   | 40   | .512 | Виграли в першому раунді Програли в півфіналі конференції                                               | Г'юстон 3, Портленд 1 Сієтл 4, Г'юстон 2                                                        |
| 1987-88          | 46   | 36   | .561 | Програли в першому раунді                                                                               | Даллас 3, Г'юстон 1                                                                             |
| 1988-89          | 45   | 37   | .549 | Програли в першому раунді                                                                               | Сієтл 3, Г'юстон 1                                                                              |
| 1989-90          | 41   | 41   | .500 | Програли в першому раунді                                                                               | Лос-Анджелес 3, Г'юстон 0                                                                       |
| 1990-91          | 52   | 30   | .634 | Програли в першому раунді                                                                               | Лос-Анджелес 3, Г'юстон 0                                                                       |
| 1991-92          | 42   | 40   | .512 | |                                                                                                 |
| 1992-93          | 55   | 27   | .671 | Виграли в першому раунді Програли в півфіналі конференції                                               | Г'юстон 3, ЛА Кліпперс 2 Сієтл 4, Г'юстон 3                                                     |
| 1993-94          | 58   | 24   | .707 | Виграли в першому раунді Виграли в півфіналі конференції Виграли в фіналі конференції Виграли в фіналі  | Г'юстон 3, Портленд 1 Г'юстон 4, Фінікс 3 Г'юстон 4, Юта 1 Г'юстон 4, Нью-Йорк 3                |
| 1994-95          | 47   | 35   | .573 | Виграли в першому раунді Виграли в півфіналі конференції Виграли в фіналі конференції Виграли в фіналі  | Г'юстон 3, Юта 2 Г'юстон 4, Фінікс 3 Г'юстон 4, Сан-Антоніо 2 Г'юстон 4, Орландо 0              |
| 1995-96          | 48   | 34   | .585 | Виграли в першому раунді Програли в півфіналі конференції                                               | Г'юстон 3, ЛА Лейкерс 1 Сієтл 4, Г'юстон 0                                                      |
| 1996-97          | 57   | 25   | .695 | Виграли в першому раунді Виграли в півфіналі конференції Програли в фіналі конференції                  | Г'юстон 3, Міннесота 0 Г'юстон 4, Сієтл 3 Юта 4, Г'юстон 2                                      |
| 1997-98          | 41   | 41   | .500 | Програли в першому раунді                                                                               | Юта 3, Г'юстон 2                                                                                |
| 1998-99          | 31   | 19   | .620 | Програли в першому раунді                                                                               | Лос-Анджелес 3, Г'юстон 1                                                                       |
| 1999-00          | 34   | 48   | .415 | |                                                                                                 |
| 2000-01          | 45   | 37   | .550 | |                                                                                                 |
| 2001-02          | 28   | 54   | .341 | |                                                                                                 |
| 2002-03          | 43   | 39   | .524 | |                                                                                                 |
| 2003-04          | 45   | 37   | .550 | Програли в першому раунді                                                                               | Лос-Анджелес 4, Г'юстон 1                                                                       |
| 2004-05          | 51   | 31   | .622 | Програли в першому раунді                                                                               | Даллас 4, Г'юстон 3                                                                             |
| 2005-06          | 34   | 48   | .415 | |                                                                                                 |
| 2006-07          | 52   | 30   | .634 | Програли в першому раунді                                                                               | Юта 4, Г'юстон 3                                                                                |
| 2007-08          | 55   | 27   | .671 | Програли в першому раунді                                                                               | Юта 4, Г'юстон 2                                                                                |
| 2008-09          | 53   | 29   | .646 | Виграли в першому раунді Програли в півфіналі конференції                                               | Г'юстон 4, Портленд 2 ЛА Лейкерс 4, Г'юстон 3                                                   |
| 2009-10          | 42   | 40   | .512 | |                                                                                                 |
| 2010-11          | 43   | 39   | .524 | |                                                                                                 |
| 2011-12          | 34   | 32   | .515 | |                                                                                                 |
| Сума             | 1856 | 1786 | .510 | |                                                                                                 |
| Плейоф           | 115  | 121  | .487 | 2 чемпіонати                                                                                            |                                                                                                 |